# Delirium House - La casa del delirio
Delirium House - La casa del delirio (Terror) è un film del 1978 diretto da Norman J. Warren.

## Trama
Due discendenti di una famiglia maledetta, il produttore televisivo James Garrick e sua cugina, sono costretti a compiere diversi delitti.